# 鉄鉉
鉄 鉉（てつ げん、1366年 - 1402年）は、明の官僚・将軍。字は鼎石。鄧州穣県出身の色目人。建文帝に仕え、靖難の変後永楽帝によって処刑された。後代になって、各地の鉄公祠に祀られた。南明時には太保の称号と忠襄の諡を、清代の乾隆年間には忠定の諡を追贈された。

## 生涯
鉄仲名と薛氏のあいだの子として生まれた。洪武年間、国子生から礼科給事中に任じられ、その後は司法官である都督府断事とされた。疑獄事件に巻き込まれたこともあったが、速やかに潔白を立証したことで洪武帝に信任され、「鼎石」の字を賜った。
1399年（建文元年）に発生した靖難の変では建文帝を支持した。李景隆の北伐にあたっては山東参政として兵糧の支援を行い、決して補給を絶やさなかった。1400年（建文2年）4月、李景隆が白溝河の戦いで燕軍に敗北すると、鉄鉉は臨邑から済南に移り、高巍・盛庸・宋参軍らとともに籠城した。燕軍の包囲に対し、鉄鉉らもよく防衛した。朱棣が矢文で降伏を勧めると、鉄鉉は伏兵を潜ませた上で1000人を偽降させた。これに騙された朱棣は入城しようとしたところを急襲され、あわやのところで退却したという。怒った朱棣は大砲で城を攻めようとするも、鉄鉉が「洪武帝神牌」と書いた木札を城に掲げたため、それに向かって撃つわけにもいかず、砲撃を断念せざるを得なかったとする本もある。燕軍は3カ月にわたって済南城を攻撃したがついに落とすことはできず、8月に包囲を解いて撤退した。済南城防衛の軍功により、鉄鉉は山東布政使に抜擢された。12月、兵部尚書に進んだ。
1402年（建文4年）3月、大店で燕将の譚清を包囲したが、燕王朱棣自らの援軍を受けて鉄鉉は敗れた。8月、鉄鉉は捕えられ、永楽帝に面会したが屈することなく処刑された。享年は37。
処刑の際の逸話として、鉄鉉は永楽帝に背を向けたまま罵り続け、一瞥をくれることもなく死に就いた、耳や鼻を削ぎ落として炒ったものを口にねじ込まれて、味を問われると「忠臣孝子の肉が甘美でないことがあろうか！」と返した、死体を油で釜茹でにする準備をさせた上で、宦官たちに命じて死体を自分の方に向き直らせたところ、油が突然沸き立って多くの宦官が火傷を負い、その時の弾みで鉄鉉の死体はまた永楽帝に背を向けたなどといったものが残っている。
鉄鉉の子の鉄福安は河池で兵役につかされ、父母は海南島に流された。妻の楊氏と娘たちは教坊司に送られたが、楊氏は病死し、ふたりの娘は辱めを受けず、後に士人に嫁いだ。
万暦年間の初め、建文帝の忠臣を祀る詔があり、鉄鉉を含む7人の忠臣の廟が建てられた。南明の弘光年間には太保の称号と「忠襄」の諡が追贈された。清の康熙帝は、さらに「忠定」の諡を追贈した。山東省各地や済南の大明湖畔に残る「鉄公」の廟は、いずれも鉄鉉を祀ったものである。